# Toolse (rzeka)
Toolse – rzeka w prowincji Virumaa Zachodnia w Estonii długości 25,2 kilometrów. Powierzchnia jej dorzecza wynosi 84,3 km². Rzeka uchodzi do Zatoki Fińskiej.